# Francesco Bianchi (compositeur)
Pour les articles homonymes, voir Francesco Bianchi et Bianchi.
Francesco Bianchi, né à Crémone vers 1752 et mort à Londres le 27 novembre 1810, est un compositeur et musicologue italien.

## Biographie
Il étudia à Naples auprès de Niccolò Jommelli et de Pasquale Cafaro. Son catalogue contient quelques oratorios, cantates, messes et des œuvres instrumentales, mais il est surtout connu pour avoir composé environ une centaine d'opéras. Il voyagea fréquemment à Naples, Florence, Venise et Paris afin d'y organiser et d'y diriger des représentations.
De 1785 à 1797, il fut organiste à la basilique Saint-Marc de Venise, où il travailla aussi à la réorganisation des archives diocésaines. Il fut également l'auteur ou le coauteur de cinq ouvrages théoriques sur la musique.
Il se suicide le 27 novembre 1810 à l'âge de 59 ans.

## Opéras
- Giulio Sabino (1772, Crémone)
- Il gran Cidde (janvier 1773, Florence)
- Demetrio (carnaval 1774, Crémone)
- Eurione (25 mai 1775, Pavie)
- La réduction de Paris (30 septembre 1775, Paris, Théâtre italien de Paris)
- Le mort marié (25 octobre 1776, Fontainebleau)
- Erifile (janvier 1779, Florence)
- L'innocenza perseguitata (carnaval 1779, Rome)
- Castore e Polluce (8 septembre 1779, Florence)
- Arbace (20 janvier 1781, Naples, Teatro San Carlo)
- Venere e Adone (14 septembre 1781, Florence)
- La Zemira (4 novembre 1781, Naples, Théâtre San Carlo)
- L'Olimpiade (26 décembre 1781, Milan, Teatro alla Scala)
- Mitridate (1781, Gênes) [?]
- Il trionfo della pace (printemps 1782, Turin, Teatro Regio)
- La Zulima (4 novembre 1782, Naples, Teatro San Carlo)
- Medonte (14 novembre 1782, London, King's Theater)
- L'astrologa (décembre 1782, Naples)
- Piramo e Tisbe (janvier 1783, Venise)
- La villanella rapita (octobre 1783, Venise) [Le gelosie di Pippo]
- Briseide (26 décembre 1783, Turin, Teatro Regio)
- Attalo, re di Bitinia (1783, Venise) [?]
- Demofoonte (1783, Venise) [?]
- Aspardi, principe di Battriano (carnaval 1784, Rome)
- Cajo Mario (30 mai 1784, Naples, Teatro San Carlo)
- La finta principessa (automne 1784, Bologne)
- Il disertore francese (26 décembre 1784, Venise)
- La caccia di Enrico IV (1784, Venise) [?]
- Alessandro nell'Indie (28 janvier 1785, Venise)
- La stravagante inglese (automne 1785, Venise)
- Il barone a forza (1785, Rome) [?]
- Li sponsi in commedia (1785, Venise) [?]
- Le villanelle astute (carnaval 1786, Venise)
- Alonso e Cora (7 février 1786, Venise)
- La vergine del sole (printemps 1786, Venise)
- Mesenzio, re d'Etruria (4 novembre 1786, Naples)
- La Zemira [rev] (1786, Padoue)
- L'orfano cinese (30 janvier 1787, Venise)
- Artaserse (11 juin 1787, Padoue)
- Pizzarro (été 1787, Brescia)
- Scipione africano (13 septembre 1787 Naples, Teatro San Carlo)
- Il ritratto (automne 1787, Naples)
- Calto (23 janvier 1788, Venise)
- La morte di Cesare (27 décembre 1788, Venise)
- Il nuovo Don Chischiotte (1788, Voltri) [?]
- La fedeltà tra le selve (carnaval 1789, Rome) [avec Fioravanti]
- L'ape musicale, ossia Il poeta impresario (27. février 1789, Vienne)
- Nitteti (20 avril 1789, Milan, Teatro alla Scala)
- Daliso e Delmita (12 juin 1789, Padoue)
- Il gatto (1789, Brescia) [?]
- La calamità dei cuori (1789, Padoue) [?]
- Il finto astrologo (carnaval 1790, Rome)
- L'Arminio (automne 1790, Florence)
- La vendetta di Nino, o sia Semiramide (12 novembre 1790, Naples)
- La vendetta di Nino, o sia Semiramide [rev] (1794, Londres, King's Theater)
- Caio Ostilio (carnaval 1791, Rome)
- La dama bizzarra (carnaval 1791, Rome)
- Deifile (mars 1791, Venise)
- La sposa in equivoco (automne 1791, Venise)
- Seleuco, re di Siria (26 décembre 1791, Venise)
- Aci e Galatea (13 octobre 1792, Venise) [La vendetta di Polifemo]
- Tarara, o sia La virtù premiata (26 décembre 1792, Venise, La Fenice)
- Pirro (8 mai 1793, Venise)
- Il cinese in Italia (automne 1793, Venise) [L'olandese in Venezia]
- Il difensore (1793-4, Vienne) [?]
- La secchia rapita (13 février 1794, Venise)
- Ines de Castro (30 mai 1794, Naples, Teatro San Carlo)
- La capricciosa ravveduta (automne 1794, Venise)
- Aci e Galatea [rev] (1795, Londres)
- Antigone (24 mai 1796, Londres)
- La secchia rapita [rev] (1796, Milan) [+ Zingarelli]
- Il consiglio imprudente (20 décembre 1796, Londres King's Theater)
- Merope (10 juin 1797, Londres, King's Theater)
- Zenobia (1797, Londres) [?]
- Cinna (20 février 1798, Londres King's Theater)
- La serva riconoscente (1798, Lisbonne) [?]
- Telemaco (v. 1800, Crémone) [?]
- Alzira (28 février 1801, Londres, King's Theater)
- La morte di Cleopatra (30 avril 1801 Londres, King's Theater)
- Armida (1er juin 1802, Londres, King's Theater)
- Vonima e Mitridate (1803, Venise) [?]
- L'avaro (30 mars 1804, Paris, Théâtre des Italiens)
- Blaisot e Pasquin (9 avril 1804, Paris)
- Le Maître de chapelle (3 mai 1804 Paris, Théâtre des Italiens)
- Corali, ou La Lanterne magique (7 juillet 1804, Paris)
- L'Eau et le feu, ou Le Gascon à l'épreuve (10 août 1804, Paris)
- Le Contrat signé d'avance, ou Laquelle est ma femme? (29 septembre 1804, Paris)
- Le Gascon, gascon malgré lui (17 novembre 1804, Paris)
- Amour et coquetterie (7 janvier 1806, Paris)
- Le Livre des destins (2 février 1806, Paris)
- La Famille vénitienne, ou Le Château d'Orseno (7 mai 1806, Paris)
- Monsieur Jugolo, ou Les Chercheurs (22 mai 1806, Paris)
- Le Château mystérieux ou Le Crime commis et vengé (12 juillet 1806, Paris)
- Le Triomphe d'Alcide à Athènes (septembre 1806, Paris)
- La Sœur officieuse, ou Adresse et mensonge (18 octobre 1806, Paris)
- Almeria, ou L'Écossaise fugitive (8 décembre 1806, Paris)
- Les Illustres infortunés, ou La Souveraine vindicative (8 janvier 1807, Paris)
- Le Pied de bœuf et la queue du chat (9 juin 1807, Paris)